# شرابة الحرير الإهليلجية
شرابة الحرير الإهليلجية (الاسم العلمي:Garrya elliptica) هي نوع من النباتات يتبع جنس شرابة الحرير من فصيلة شرابات الحرير.

## معرض صور

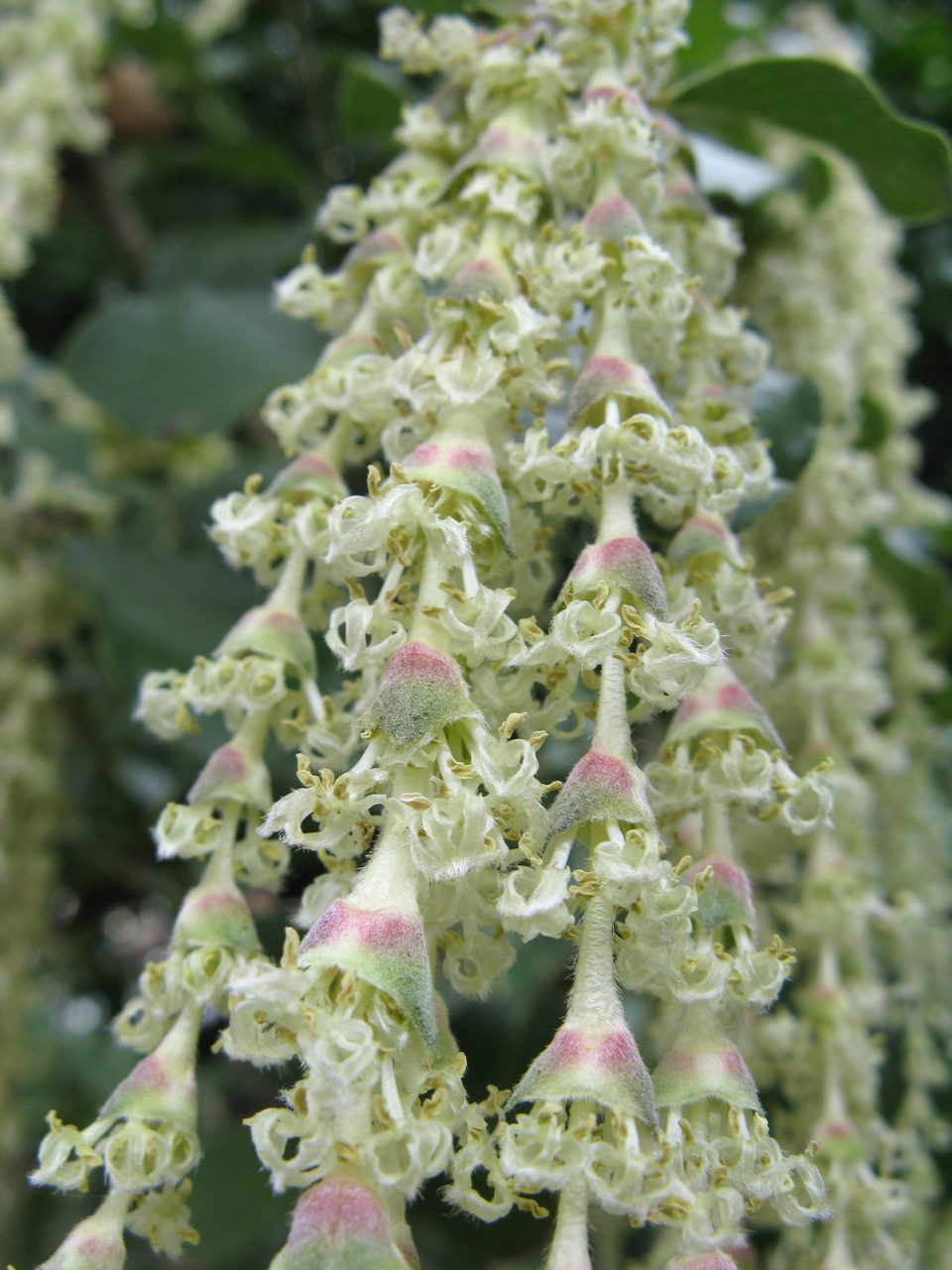
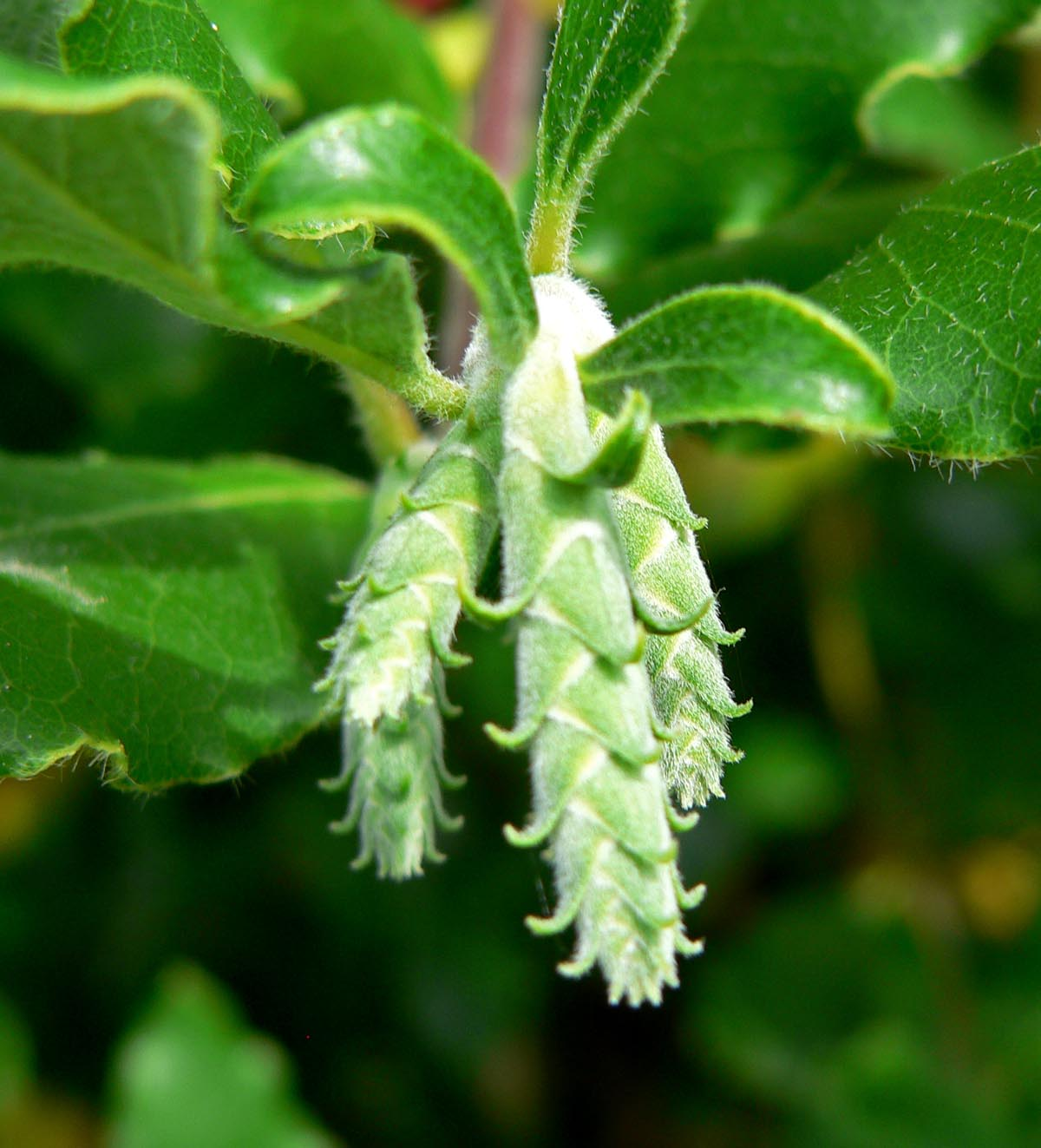
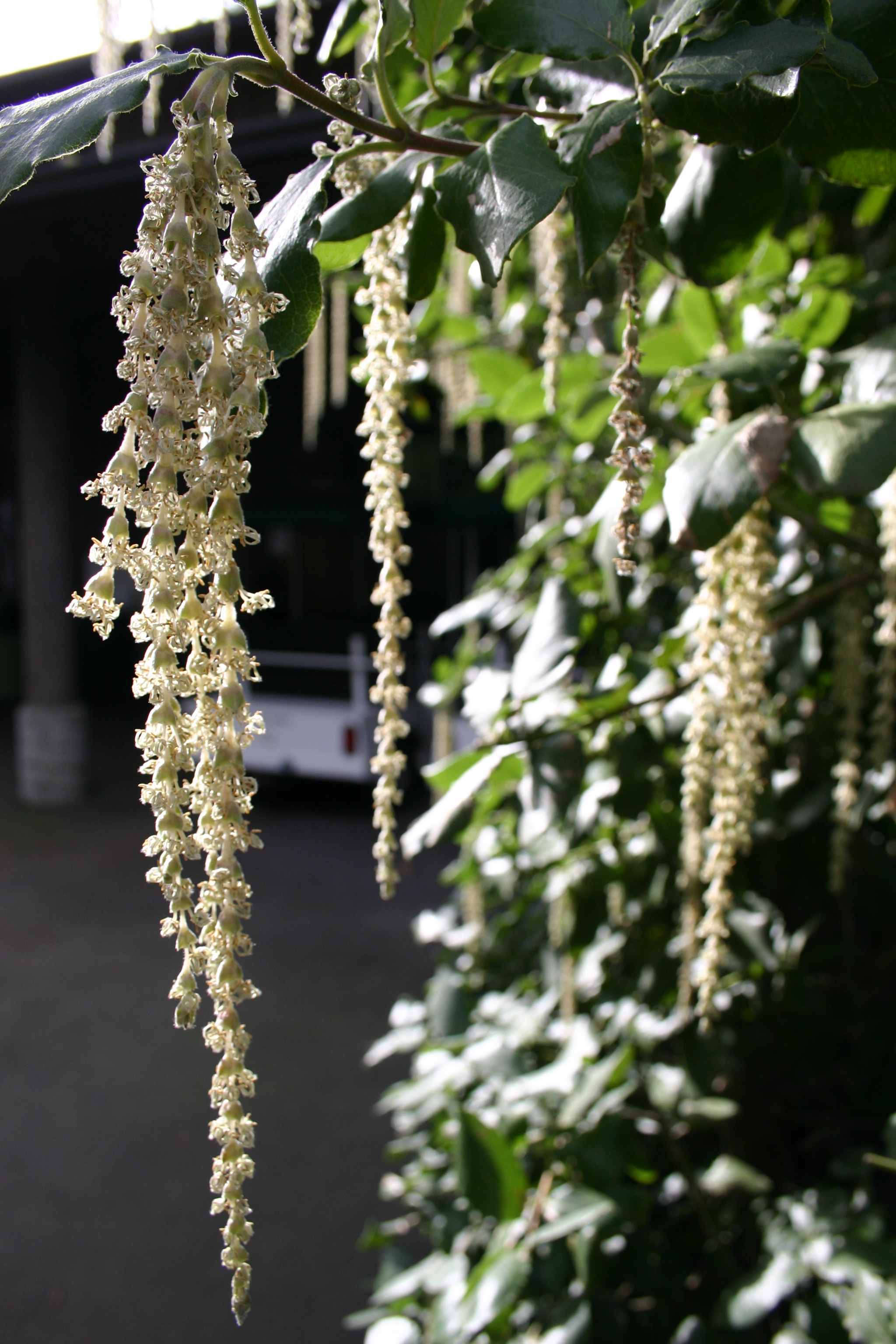
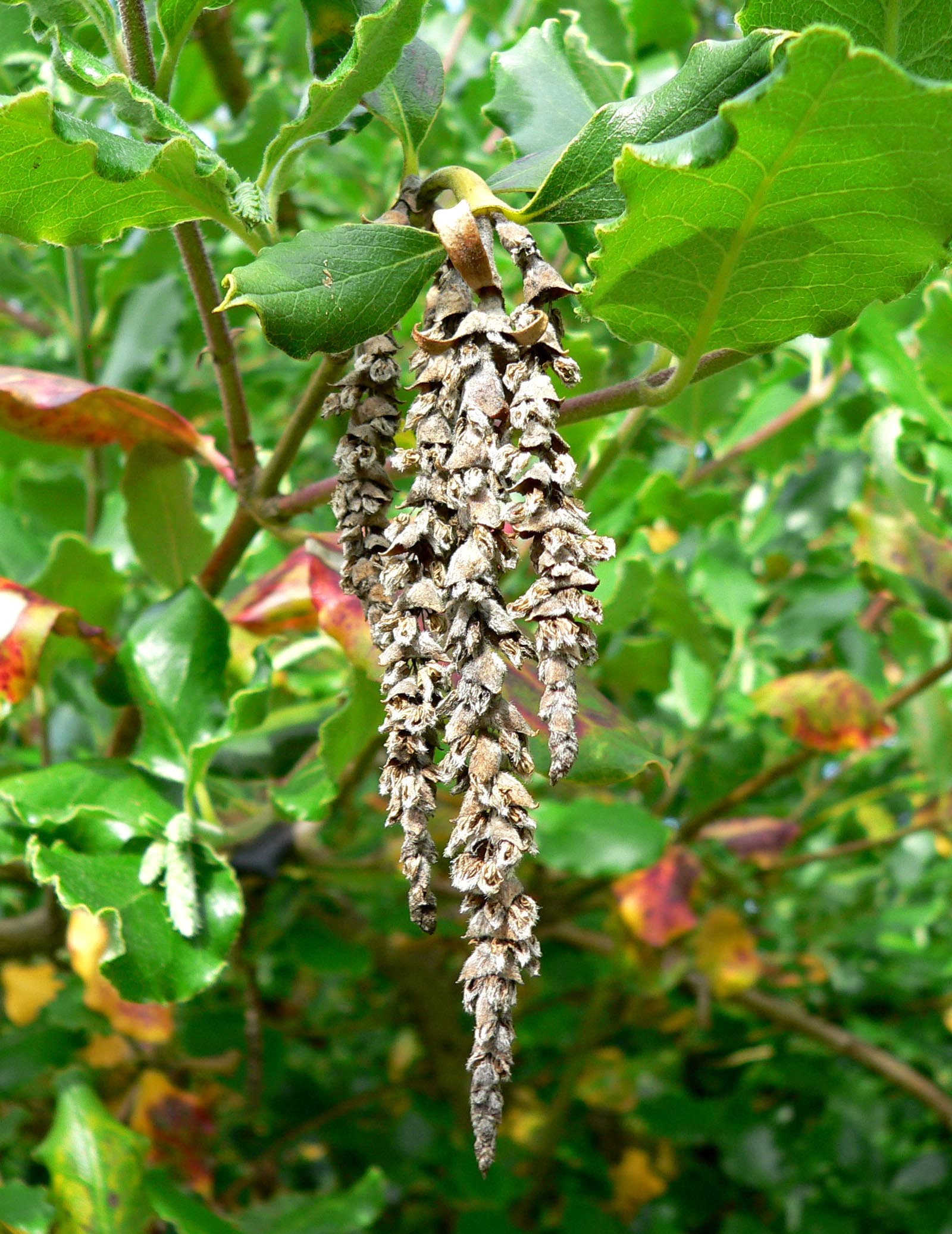
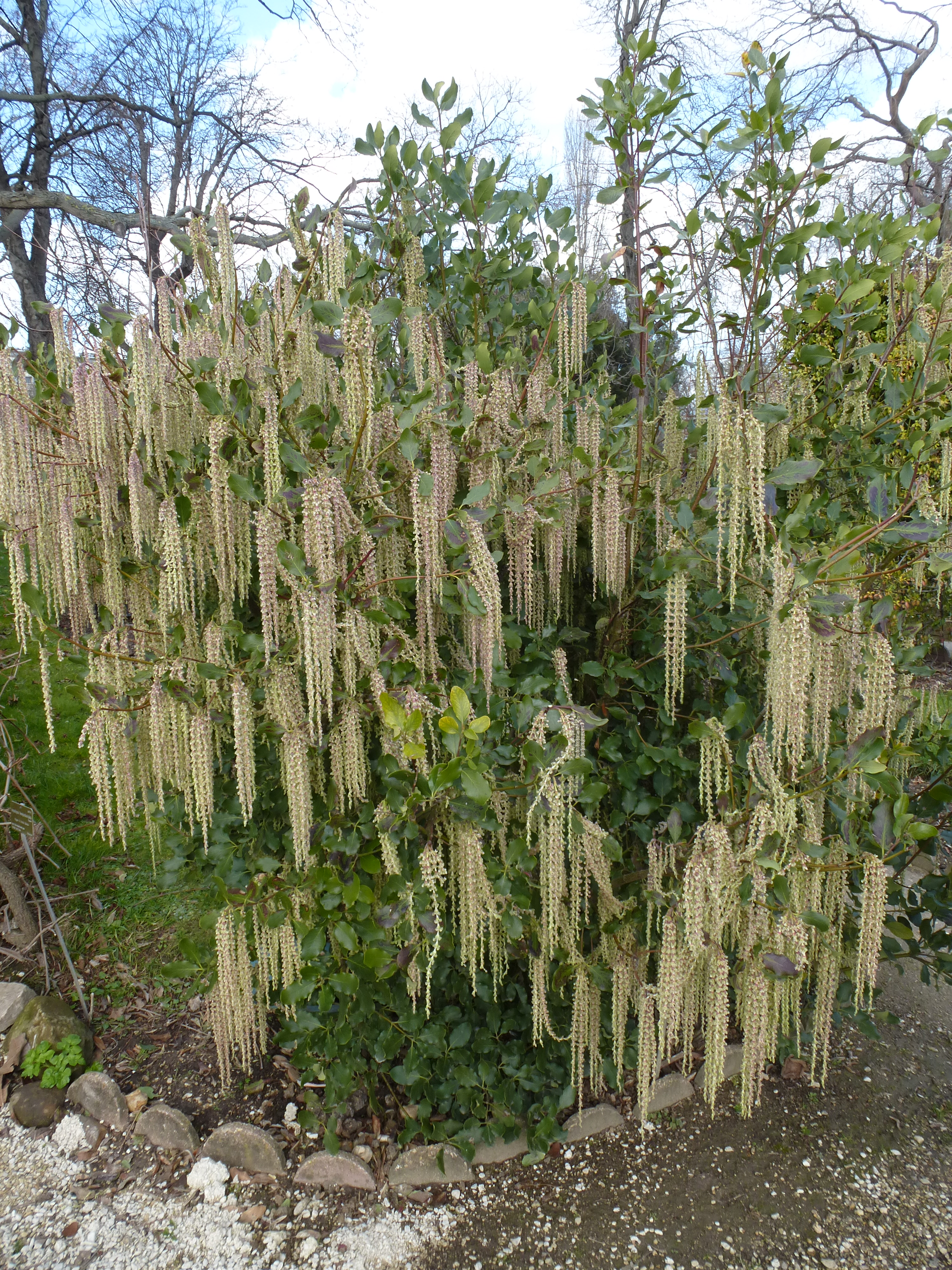